# Levente Lengyel
Levente Lengyel (Debrecen, 13 giugno 1933 – Budapest, 18 agosto 2014) è stato uno scacchista ungherese, Grande maestro.
Partecipò con l'Ungheria a sei Olimpiadi degli scacchi dal 1960 al 1970. Vinse l'argento di squadra alle olimpiadi di Siegen 1970, il bronzo di squadra alle olimpiadi di L'Avana 1966 e il bronzo individuale alle olimpiadi Varna 1962.
Principali risultati di torneo:
- 1962:  pari primo con Lajos Portisch nel Campionato ungherese (Portisch vinse il playoff);
- 1963:  secondo con Klaus Darga nello zonale di Enschede, dietro a Svetozar Gligorić;
- 1964:  pari secondo con Portisch a Malaga, dietro a Arturo Pomar;[2]
- 1966:  pari secondo con Heinz Liebert a Polanica Zdrój (Rubinstein Memorial), dietro a Vasilij Smyslov;
- 1968:  primo a Solingen, davanti a Bruno Parma, Luděk Pachman, László Szabó e Jan Donner;
- 1972:  primo a Bari;
- 1973:  vince il 15º Torneo di Capodanno di Reggio Emilia 1972/73;[3]
- 1977:  primo a Budapest, Virovitica e Gausdal;
- 1980:  primo a Val Thorens;
- 1982:  pari primo con M. Todorcević a Val Thorens;